# Петрополис
Петрополис (порт. Petrópolis), такође познат као Империјални Град, је град у Бразилу у савезној држави Рио де Жанеиро. Према процени из 2007. у граду је живело 306.645 становника на површини од око 775 km². Удаљен је од Рија 65 km. Град је најпознатији по чињеници да је био град у којем је била смјештена бразилска царска породица, и данас су бивша љетња палата и царски музеј највеће градске атракције.

## Становништво
Према процени из 2007. у граду је живело 306.645 становника.
| 1991.   | 2000.   | 2010.   |
| ------- | ------- | ------- |
| 255.468 | 286.537 | 295.917 |

## Партнерски градови
- Синтра